# QR код
QR код (съкращение от Quick Response) е специфичен матричен баркод (още наречен двумерен баркод), разпознаваем от специални QR четци за баркодове или камери на мобилни телефони. Баркодът се състои от черни модули, подредени в квадратен шаблон върху бял фон. Информацията в него може да бъде текстова, URL или друга.
Обичаен е за използване в Япония, където е бил създаден от подразделението на Toyota, Denso Wave Incorporated, през 1994 г., и е един от най-популярните двумерни баркодове.
QR е съкращение за Quick Response (бърза реакция), тъй като създателите му са възнамерявали съдържанието му да може да бъде декодирано с висока скорост. Технологията е получила широко разпространение в Япония и Южна Корея. С навлизането на смартфони с камери QR кодовете започват да бъдат широко използвани и в Европа, и в Америка. Популярните модели смартфони съдържат приложения, които четат тези кодове. Често фирми ги използват като лесен начин да отведат потребителите си на определен интернет адрес.
Думите QR code са регистрирана търговска марка на Denso Wave Incorporated, но това не се отнася за самия генериран код.